# Filialkirche St. Georgen am Längsee

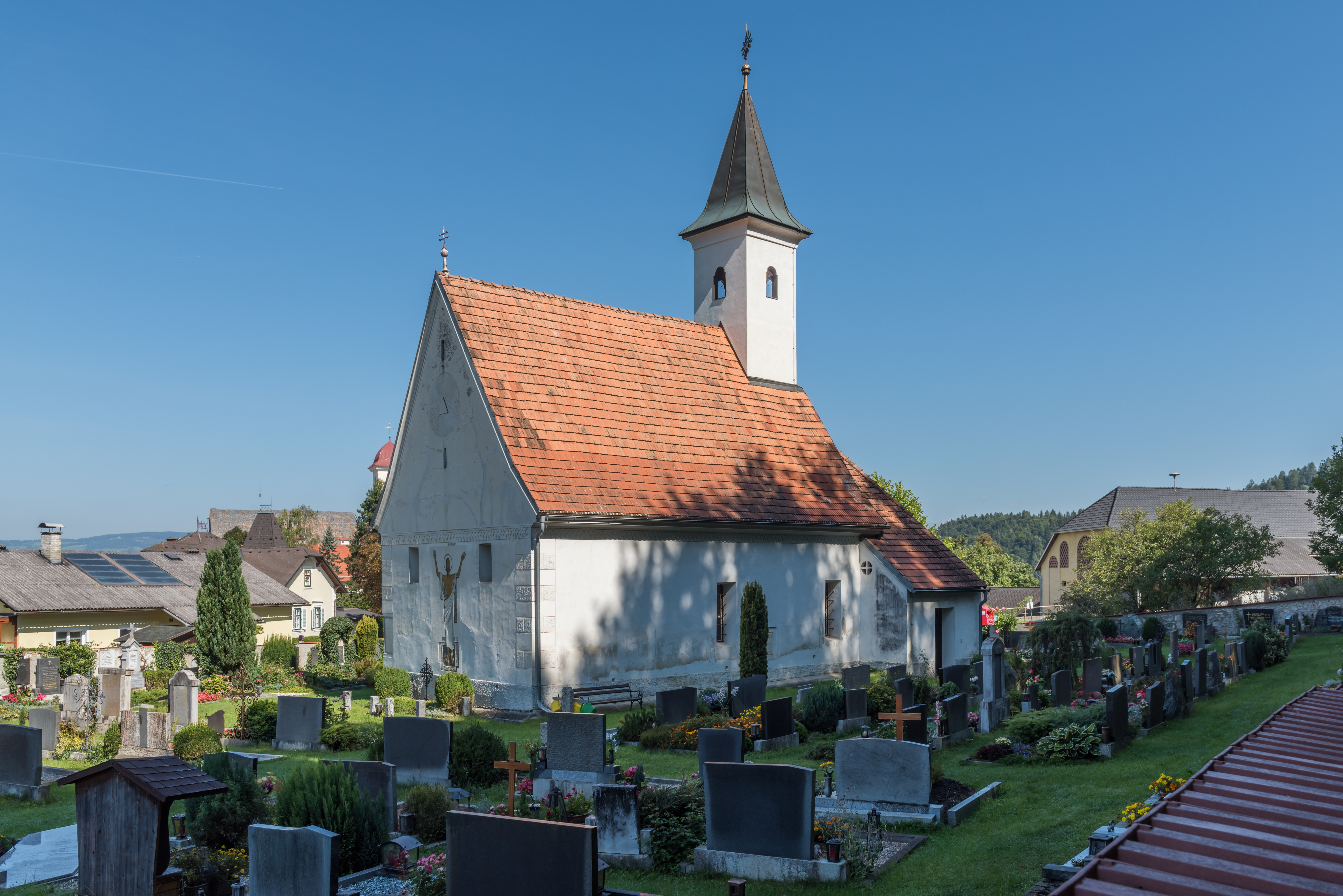
Katholische Friedhofskirche hl. Jakob in St. Georgen am Längsee

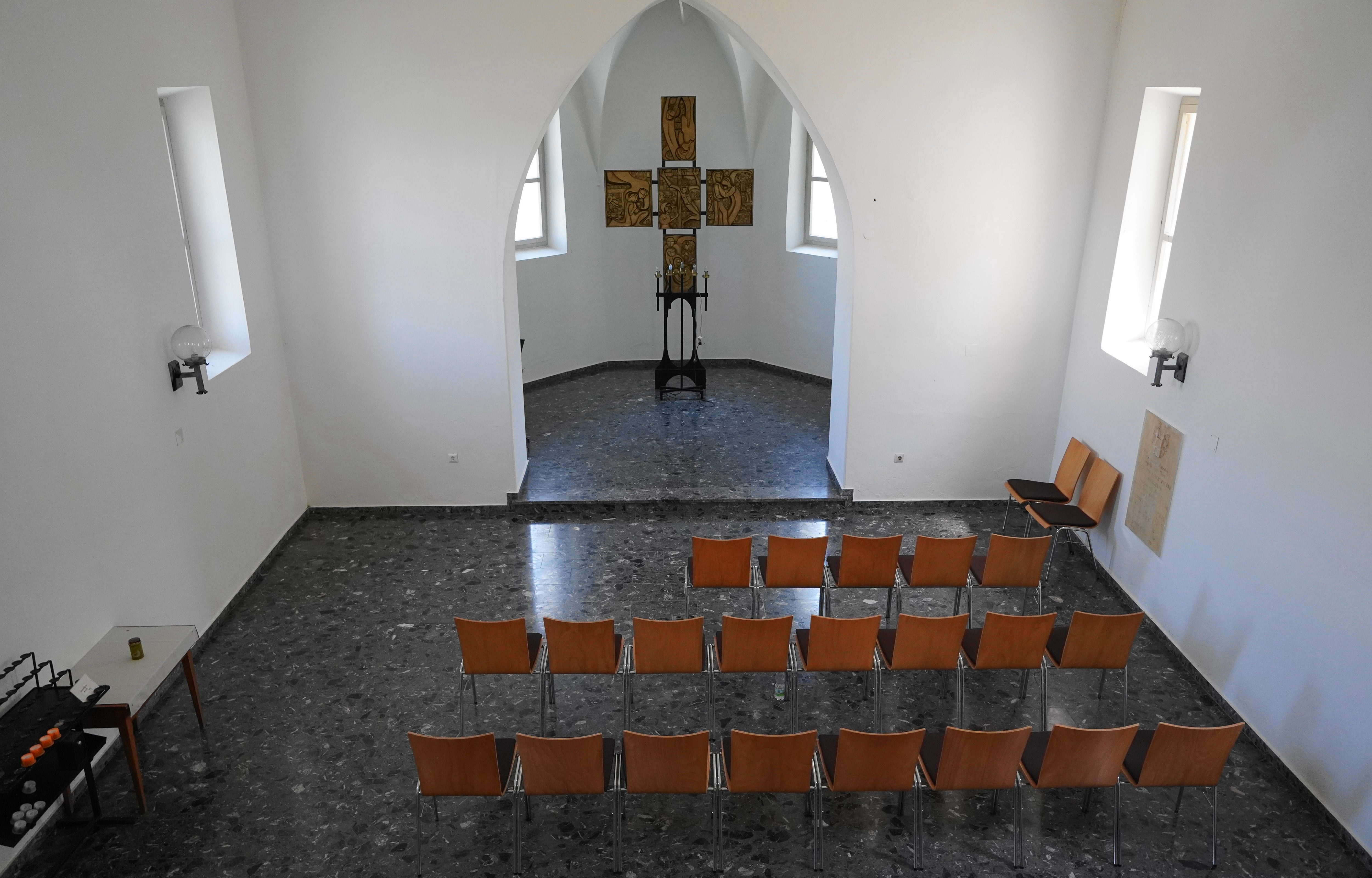
Innenraum der Kirche

Die Filialkirche St. Georgen am Längsee steht etwas oberhalb vom Stift St. Georgen in der Gemeinde Sankt Georgen am Längsee im Bezirk Sankt Veit an der Glan in Kärnten. Die dem Patrozinium hl. Jakob unterstellte römisch-katholische Filialkirche gehört zum Dekanat St. Veit an der Glan in der Diözese Gurk-Klagenfurt. Die Kirche und der Friedhof stehen unter Denkmalschutz (Listeneintrag).

## Geschichte
Der im Kern gotische Kirchenbau wurde im Ende des 17. und Mitte des 19. Jahrhunderts erneuert.

## Architektur
Die Kirche mit einem einschiffigen Langhaus hat einen eingezogenen Chor mit einem Fünfachtelschluss und trägt einen Dachreiter. Um 1854 wurde die Fassade neugotisch stuckiert.
Das Kircheninnere zeigt ein Langhaus unter einer Flachdecke.

## Grabdenkmäler
An der Nordwestecke ist ein römerzeitlicher Grabaltar für  T. Clufennius Demetrius und Masculinia Verina eingemauert, der seitlich ein Relief mit einem Lebensbaummotiv aufweist.